# 十字架报
《十字架报》（法語：La Croix，法語發音：[laˈkʁwa]）是由法国的罗马天主教会创办的日报。它在巴黎出版，并在法国各地发行。在重大政治事件的立场上，它既不保守也不激进，而是采用罗马教会的立场。报纸内容也以宗教信息为主。

## 历史
1880年，《十字架报》的创刊首版是一本月刊新闻杂志。1883年6月16日转为日报。
到了19世纪末，《十字架报》成为了法国国内阅读量最大的罗马天主教出版物。
到了现代，《十字架报》将报纸内容国际化、现代化，制作了新闻网站和电子存档。另一方面，报纸内容变得多样化，在法国儿童媒体上投入了更大的份额，并且增加了天主教的新出版物。这些努力使得《十字架报》成为现在法国仅有的三家盈利的全国性日报之一。

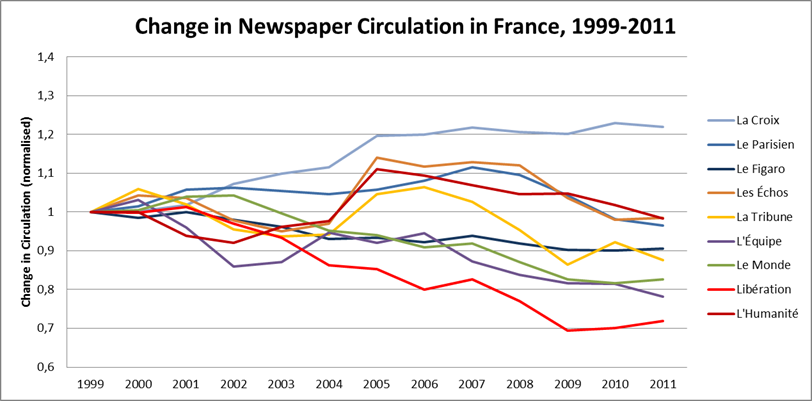
21世纪法国报纸发行量折线比较图